# Morsain
Morsain és un municipi francès situat al departament de l'Aisne i a la regió dels Alts de França. L'any 2007 tenia 430 habitants.

## Demografia

### Població
El 2007 la població de fet de Morsain era de 430 persones. Hi havia 168 famílies de les quals 44 eren unipersonals (32 homes vivint sols i 12 dones vivint soles), 52 parelles sense fills, 64 parelles amb fills i 8 famílies monoparentals amb fills.
La població ha evolucionat segons el següent gràfic:
Habitants censats

### Habitatges
El 2007 hi havia 205 habitatges, 171 eren l'habitatge principal de la família, 14 eren segones residències i 20 estaven desocupats. 200 eren cases i 5 eren apartaments. Dels 171 habitatges principals, 131 estaven ocupats pels seus propietaris, 34 estaven llogats i ocupats pels llogaters i 7 estaven cedits a títol gratuït; 8 tenien dues cambres, 21 en tenien tres, 53 en tenien quatre i 90 en tenien cinc o més. 133 habitatges disposaven pel capbaix d'una plaça de pàrquing. A 67 habitatges hi havia un automòbil i a 86 n'hi havia dos o més.

### Piràmide de població
La piràmide de població per edats i sexe el 2009 era:
| Homes | Edats   | Dones |
| ----- | ------- | ----- |
| 0     | 95 o +  | 0     |
| 0     | 90 a 94 | 0     |
| 4     | 85 a 89 | 8     |
| 0     | 80 a 84 | 4     |
| 8     | 75 a 79 | 8     |
| 8     | 70 a 74 | 16    |
| 12    | 65 a 69 | 12    |
| 4     | 60 a 64 | 12    |
| 0     | 55 a 59 | 0     |
| 20    | 50 a 54 | 16    |
| 24    | 45 a 49 | 24    |
| 16    | 40 a 44 | 8     |
| 20    | 35 a 39 | 20    |
| 8     | 30 a 34 | 12    |
| 4     | 25 a 29 | 16    |
| 24    | 20 a 24 | 0     |
| 28    | 15 a 19 | 24    |
| 20    | 10 a 14 | 16    |
| 12    | 5 a 9   | 8     |
| 8     | 0 a 4   | 0     |

## Economia
El 2007 la població en edat de treballar era de 288 persones, 218 eren actives i 70 eren inactives. De les 218 persones actives 190 estaven ocupades (115 homes i 75 dones) i 28 estaven aturades (11 homes i 17 dones). De les 70 persones inactives 22 estaven jubilades, 17 estaven estudiant i 31 estaven classificades com a «altres inactius».

### Ingressos
El 2009 a Morsain hi havia 174 unitats fiscals que integraven 433 persones, la mediana anual d'ingressos fiscals per persona era de 16.109 €.

### Activitats econòmiques
Dels 13 establiments que hi havia el 2007, 1 era d'una empresa extractiva, 3 d'empreses de fabricació d'altres productes industrials, 4 d'empreses de construcció, 2 d'empreses de comerç i reparació d'automòbils, 1 d'una empresa de transport, 1 d'una empresa d'hostatgeria i restauració i 1 d'una empresa classificada com a «altres activitats de serveis».
Dels 6 establiments de servei als particulars que hi havia el 2009, 2 eren tallers de reparació d'automòbils i de material agrícola, 2 paletes, 1 electricista i 1 perruqueria.
L'any 2000 a Morsain hi havia 14 explotacions agrícoles que ocupaven un total de 1.045 hectàrees.

## Equipaments sanitaris i escolars
El 2009 hi havia una escola elemental integrada dins d'un grup escolar amb les comunes properes formant una escola dispersa.

## Poblacions més properes
El següent diagrama mostra les poblacions més properes.